# Kénadsa
Kénadsa (قنادسة) ist eine Stadt und der Hauptort des gleichnamigen Bezirkes in der Provinz Béchar in Algerien.

## Geographie
Kénadsa liegt in einer felsigen, flachen Hochebene auf einer Höhe von 784 m in der westlichen Sahara. Etwa sechs Kilometer südöstlich verläuft das Wadi Oued Meswar. Die einzige benachbarte Stadt ist das etwa 20 Kilometer östlich gelegene Bechar, 50 Kilometer nordwestlich verläuft am großen Erg die Grenze zu Marokko.

## Geschichte
Die karge Gegend wurde ursprünglich hauptsächlich von Nomaden und Hirten genutzt. Erstmals erwähnt wird Kénadsa im 15. Jahrhundert als ein Rastort für Karawanen des Fernhandels und begann hierdurch zu wachsen.
Um 1900 wurden in der Gegend Steinkohlenvorkommen erschlossen und der Ort wurde, als in den 1920er Jahren der Abbau begann, zu einem Zentrum des Bergbaus. Mit dem aufkommenden Wohlstand des Ortes konnten auch Bewässerungsmaßnahmen getroffen und die Landwirtschaft ausgebaut werden.
In den 1940er Jahren ging die Kohleförderung allmählich zurück und man setzte wieder verstärkt auf die Viehzucht und die Landwirtschaft.

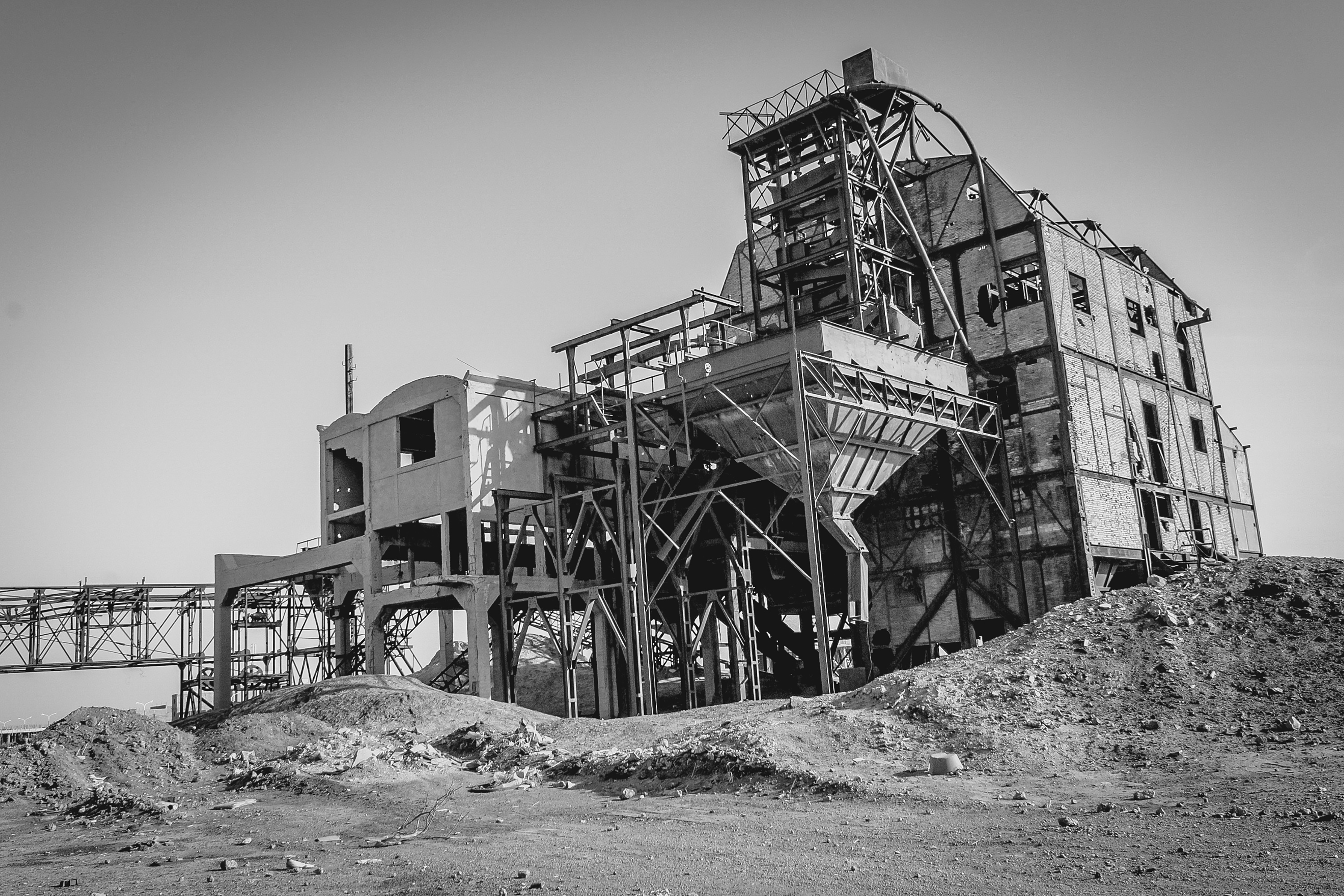
Bergbau in Kénadsa (2015)

## Wirtschaft und Verkehr
Heute ist die Landwirtschaft der wichtigste Wirtschaftsfaktor in Kénadsa. Die Gemeinde verfügt über insgesamt 1.850 Hektar Ackerland, von denen aber nur knapp 10 % regelmäßig bewässert werden. Erzeugt werden hauptsächlich Datteln und die Viehzucht umfasst vorrangig Schafe und Ziegen, aber auch Kamele und Rinder sowie Geflügel. Der Ort ist vollständig elektrifiziert und besitzt eine eigene Kanalisation.
Eine Bezirksstraße verbindet Kénadsa mit Béchar und führt dort zur Nationalstraße 6. In Béchar befindet sich auch der nächstgelegene internationale Flughafen und der Langwellensender Kénadsa.

## Bildung, Kultur und Soziales
Es gibt in Kénadsa vier Grundschulen, die allgemeine Alphabetisierungsrate liegt aber nur bei 85 %. Es besteht eine kleine Krankenstation, die auch Geburtshilfe anbietet. Weiterhin gibt es ein Kino und drei Moscheen.

## Persönlichkeiten
- Christian Gouttepifre (* 1943), französischer Autorennfahrer
- Malika Mokeddem (* 1949), algerische Ärztin und Schriftstellerin
- Yasmina Khadra (* 1955), algerischer Schriftsteller